# Maud Kaptheijns
Maud Kaptheijns (* 28. September 1994 in Veldhoven) ist eine ehemalige niederländische Cyclocrossfahrerin.

## Sportlicher Werdegang
Kaptheijns fuhr bereits in der Jugend gelegentliche Crossrennen auf internationalen Niveau, bestritt aber erst in ihrer U23-Zeit eine ausgedehnte Rennsaison. Ab 2015/2016 gehörte sie mehrere Jahre zur Weltspitze. In jener Saison gewann sie mit dem Krawatencross ein Rennen der DVV Trofee und war in der U23 WM-Dritte sowie Europameisterin, wobei sie letzteren Titel infolge der nachträglichen Disqualifikation Femke Van Den Driessches erhielt.
Im Oktober 2017 überzeugte Kaptheijns mit einer Siegesserie, unter anderem gewann sie viermal im Superprestige und dazu das Weltcuprennen von Koksijde. Ihre Serie riss nach einem Sturz, und sie kam trotz weiterer guter Resultate nicht wieder an dieses Niveau heran. 2019 musste sie wegen Übertrainings eine Pause einlegen. Im Jahr darauf hatte sie eine Operation wegen Verengung der Leistenschlagader und verlor danach den Anschluss an die Weltspitze. 2023 fand sie sich ohne Team wieder und arbeitet seitdem in einem Unternehmen der Metallbranche.
Kaptheijns fuhr während ihrer Karriere für die Mannschaften Steylaerts (2016), Crelan-Charles (2017–2019), Pauwels Sauzen-Vastgoedservice (2019–2021) und Deschacht-Hens-Maes (2021–2023). Bei den niederländische Meisterschaften war sie im Laufe ihrer Karriere dreimal Zweite oder Dritte. Bei den Cyclocross-Europameisterschaften der Elite war sie 2017 und 2019 Fünfte bzw. Vierte.

## Erfolge
2015/2016
 Weltmeisterschaften (U23)
 Europameisterin (U23)
2016/2017
DVV Trofee – Lille
2017/2018
Weltcup – Koksijde
Superprestige – Gieten, Zonhoven, Boom, Ruddervoorde